# Pamela nubile
Pamela nubile è una farsa in un atto del compositore Pietro Generali su libretto di Gaetano Rossi. Il testo del lavoro è basato sulla commedia goldoniana Pamela nubile, la quale a sua volta s'ispira all'omonimo romanzo (Pamela, o la virtù premiata) dello scrittore inglese Samuel Richardson.
Fu rappresentata per la prima volta il 12 aprile 1804 al Teatro San Benedetto di Venezia. Successivamente fu ripresa e rimessa in scena il 20 luglio 1805 al Burgteather di Vienna come La virtù premiata dall'amore.

## Struttura musicale
- Sinfonia

### Atto I
- N. 1 - Introduzione Egli è certo innamorato (Daure, Artur, Isacco)
- N. 2 - Cavatina Quante cose sono al mondo (Ernold)
- N. 3 - Duetto Una sola paroletta (Ernold, Pamela)
- N. 4 - Aria Il matrimonio, dicesi (Isacco)
- N. 5 - Duetto Perdonatemi, se mai (Pamela, Bonfil)
- N. 6 - Quintetto Pace, mio bel visetto (Ernold, Pamela, Daure, Isacco, Bonfil)
- N. 7 - Aria Puro, e sensibile (Artur)
- N. 8 - Aria Qual soave e dolce affetto (Bonfil)
- N. 9 - Aria Sorgerà la nuova Aurora (Pamela)
- N. 10 - Finale I Se vi credete offeso (Bonfil, Ernold, Daure, Isacco, Pamela, Auspingh, Artur)

## Rappresentazione in tempi moderni e registrazione
La farsa, in tempi moderni, fu rappresentata per la prima volta (e registrata) il 29 dicembre 1993 al Teatro Comunale di Treviso sotto la direzione di Peter Maag.